# Boharina
Boharina este o localitate din comuna Zreče, Slovenia, cu o populație de 208 locuitori.